# Диди-Опети
Диди-Опети (груз. დიდი ოფეთი) — село в Грузии, на территории Самтредского муниципалитета края (мхаре) Имеретия.

## География
Село находится в западной части Грузии, на правом берегу реки Хевисцкали, на расстоянии 16 километров к югу от города Самтредиа, административного центра муниципалитета. Абсолютная высота — 271 метр над уровнем моря.

## Население
По результатам официальной переписи населения 2014 года, в Диди-Опети проживало 144 человека (78 мужчин и 66 женщин). В национальной структуре населения грузины составляли 100 %.
| Год  | Население, человек |
| ---- | ------------------ |
| 2002 | 160                |
| 2014 | ↘ 144              |